# チカロフスキー空軍基地
チカロフスキー空軍基地（チカロフスキーくうぐんきち、ロシア語: Авиационная база Чкаловский）は、ロシア連邦モスクワ州のシチョルコヴォに位置する、ロシア航空宇宙軍の基地である。Tu-134などを運用する第8特務航空師団が所在している。
ロシアによるウクライナ侵攻中の2023年9月18日、ウクライナ国防省情報総局の破壊工作によってAn-148とIl-20が被害を受けている。

## 所在部隊
ロシア空軍直轄部隊
- 第8特務航空師団[2]
  - 第206特務航空連隊 - Mi-8
  - 第353特務航空連隊 - Il-76、An-12、An-26、An-72
  - 第354特務航空連隊 - L-410、Il-18D、Il-62M、An-148、Tu-134